# ريتشارد يورك
ريتشارد بلنتجنت الثالث دوق يورك، السادس إيرل مارس ، الرابع إيرل كامبريدج والسابع إيرل إلستر، ولد ريتشارد يورك (21 سبتمبر 1411 - 30 ديسمبر 1460) كان قطب الإنجليزية الرائدة، حفيد الملك إدموند لانغلي وهو ابن ملك إنجلترا بلانتاجانت إدوارد الثالث ومن ناحية والده وأيضا حفيد حفيد روجر مورتيمر عشقيق قرينة الملك إدوارد الثاني الحاكم الفعلي لإنجلترا من ناحية والدته. وهو والد الملكين الإنجليزيين إدوارد الرابع وريتشارد الثالث، توفي في إحدى معارك حرب الوردتين التي دارت بينه وبين أنصار الملكة مارجريت أنجو قرينة ملك هنري السادس.
كانت خلافات ريتشارد مع زوجة هنري السادس، مارغريت أنجو، وأعضاء آخرين في بلاط هنري، فضلًا عن مطالبته التنافسية على العرش، إحدى العوامل الرئيسية في الاضطرابات السياسية منتصف القرن الخامس عشر في إنجلترا، وسببًا رئيسيًا لنشوب حرب الوردتين. حاول ريتشارد في نهاية الأمر الاستحواذ على العرش، لكنه رُدع، رغم الإتفاق على أنه سيرث العرش عند وفاة هنري السادس، مع ذلك، وفي غضون أسابيع قليلة من تأمين هذا الإتفاق الذي سُمي قانون الوفاق، مات في معركة ويكفيلد. اعتلى اثنان من أبنائه وهما «إدوارد الرابع» و«ريتشارد الثالث» العرش في وقت لاحق.

## النَسَب
وُلِد ريتشارد يورك في 21 سبتمبر 1411، وهو ابن ريتشارد، إيرل كامبريدج (1385-1415)، وزوجته آن مورتيمر (1388-1411). ينحدّر والداه من نسب الملك إدوارد الثالث، ملك إنجلترا (1312-1377). كان والده ابن إدموند، دوق يورك الأول (مؤسس أسرة يورك)، والابن الرابع الباقي على قيد الحياة لإدوارد الثالث، في حين كانت والدته آن مورتيمر حفيدة ليونيل أنتويرب، دوق كلارنس الأول، الابن الثاني لإدوارد. بعد وفاة إدموند مورتيمر، إيرل مارس الخامس، وشقيق آن أبترًا عام 1424، مكّن هذا النسب ابنها ريتشارد يورك من المطالبة بالعرش الإنجليزي، ويمكن القول بأنه كان أولى من أسرة لانكاستر الحاكمة التي تنحدر من جون غونت دوق لانكاستر الأول، الابن الثالث لإدوارد الثالث.
كان لريتشارد أخت وحيدة، تدعى إيزابيل. توفيّت والدته آن مورتيمر أثناء ولادته أو بعد فترة وجيزة من ذلك، وقُطع رأس والده إيرل كامبريدج عام 1415، لتورطه في مؤامرة ساوثهامبتون ضد الملك اللانكاستري هنري الخامس. في غضون بضعة أشهر من وفاة والده، قُتِل عمّه الأبتر إدوارد نورويتش دوق يورك الثاني، في معركة أجينكور عام 1415، ليحظى بعد ذلك ريتشارد بكل من اللقب ويُصبح دوق يورك الثالث، ويرث الممتلكات، قد يكون اللقب هو أقل ما حظي به مقارنة بممتلكات عائلة مورتيمر، إلى جانب توريثه العرش الذي انتقل إليه عند وفاة خاله إدموند مورتيمر، إيرل مارس الخامس عام 1425.
كان ريتشارد يورك من أحق المطالبين بالعرش الإنجليزي، لكونه الوريث العام من سلالة الملك إدوارد الثالث، ولارتباطه بصلة قرابة مع نفس الملك كونه السليل المباشر من خط الذكور. ما إن ورِث ممتلكات مورتيمر الشاسعة، حتى أصبح أيضًا أحد أغنى وأقوى نبلاء إنجلترا، وجاء في المرتبة الثانية بعد الملك نفسه. وتُظهر الحسابات بأن صافي دخل يورك من أراضي ويلز ومارتشيز وحدها في العام 1443-1444 كان 3,430 جنيهًا استرلينيًا (أي نحو 300,000 جنيهًا استرلينيًا في يومنا هذا).

## طفولته ونشأته
بعد وفاة إيرل كامبريدج، أصبح ريتشارد وصيًا على العرش. كان يتيمًا وبالتالي تولى المسؤولون الملكيّون إدارة ممتلكاته. كان والده يحيك مؤامرة ضد الملك، وكانت أسرته محرضة ضد الحكم، إذ كانت تعمل في السابق نقطة تجمّع لأعداء أسرة لانكاستر، ولكن سُمح لريتشارد رغم ذلك بوراثة ممتلكات عائلته دون أيّة قيود قانونية، كانت أراضيه الواسعة بصفته دوق يورك تعني أن وصايته هديّة قيّمة من الملك، وبيعَت إلى رالف نيفيل، إيرل ويستمورلاند الأول في ديسمبر 1423.
لم يُوثق إلا القليل عن نشأة ريتشارد وصيًا ملكيًّا، إذ وُضع تحت وصاية وكيل من أسرة لانكاستر وهو روبرت واترتون، وظل تحت وصايته حتى عام 1423 بعيدًا عن الأنظار. ترعرع يورك في منزل عائلة نيفيل لاحقًا بصفته وصيًا لإيرل ويستمورلاند حتى بلغ الرشد، كان الإيرل قد أنجب وشكل أسرة ضخمة، قوامها اثنان وعشرون طفلًا، وكان عنده العديد من البنات اللاتي يحتجن أزواجًا؛ فتزوّج ريتشارد ذو الثلاثة عشر ربيعًا من سيسيلي نيفيل البالغة تسعة أعوام في عام 1424. كان الزواج الذي تم بحلول أكتوبر 1429، يعني أن ريتشارد ارتبط بالطبقة الأرستقراطية الإنجليزية العليا التي تزوّج العديد من أفرادها من عائلة نيفيل. عند وفاة رالف نيفيل، ترك وصاية يورك لأرملته جوان بوفورت، وأصبحت الوصاية حينئذ أكثر قيمة، إذ حصل ريتشارد على إرث وممتلكات أسرة مورتيمور الشاسعة عندما توفي إيرل مارس.
على مدى السنوات القليلة التالية، جُذب ريتشارد أكثر إلى الدائرة المحيطة بالملك الشاب، وحصل في 19 مايو 1426 على لقب فارس في ليستر من قبل دوق بيدفورد الأول، جون لانكاستر، الأخ الأصغر للملك هنري الخامس. كان يورك حاضرًا لحفل تتويج الملك هنري السادس في 6 نوفمبر 1426، في دير وستمنستر، وفي 20 يناير 1430، عمل آمرًا للشرطة الإنجليزية للمبارزة في سميثفيلد بحضور الملك. تبع هنري إلى فرنسا، وكان حاضرًا لحفل تتويجه ملكًا على فرنسا في كاتدرائية نوتردام دو باري عام 1431. مُنح أخيرًا السيطرة الكاملة على ميراثه وممتلكاته في 12 مايو 1432. قُبل يورك في أعلى رتبة ضمن الأوسمة ونال وسام فرسان الرباط.

## معرض صور

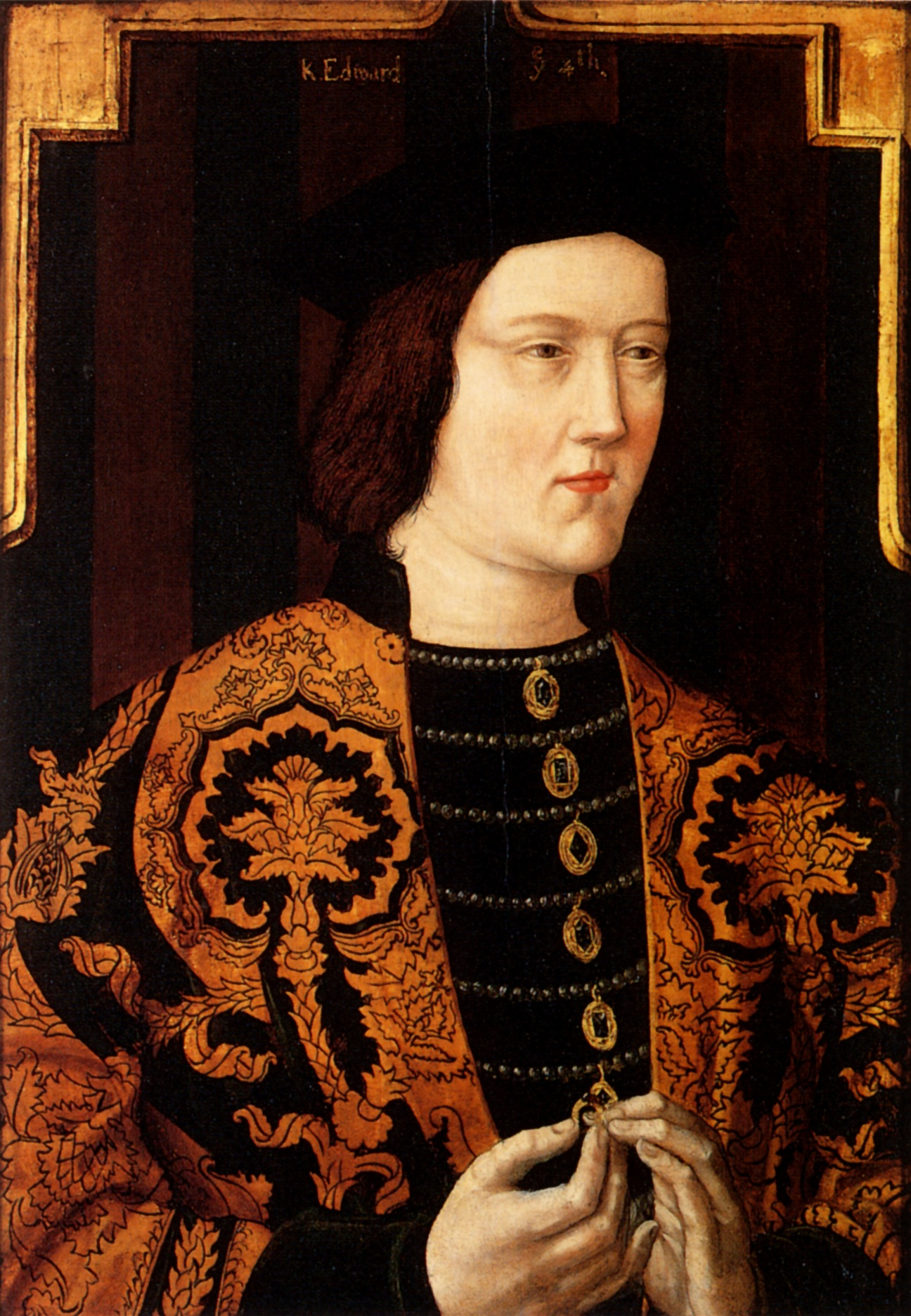
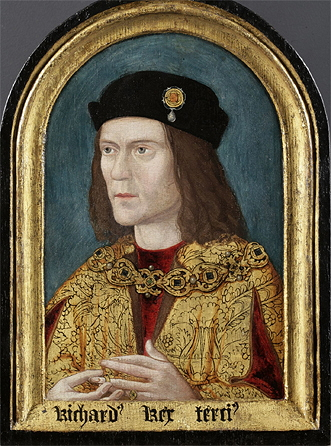
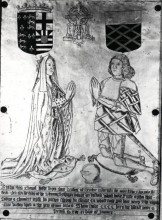
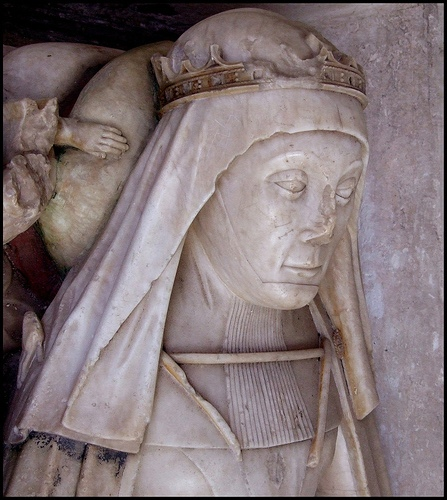
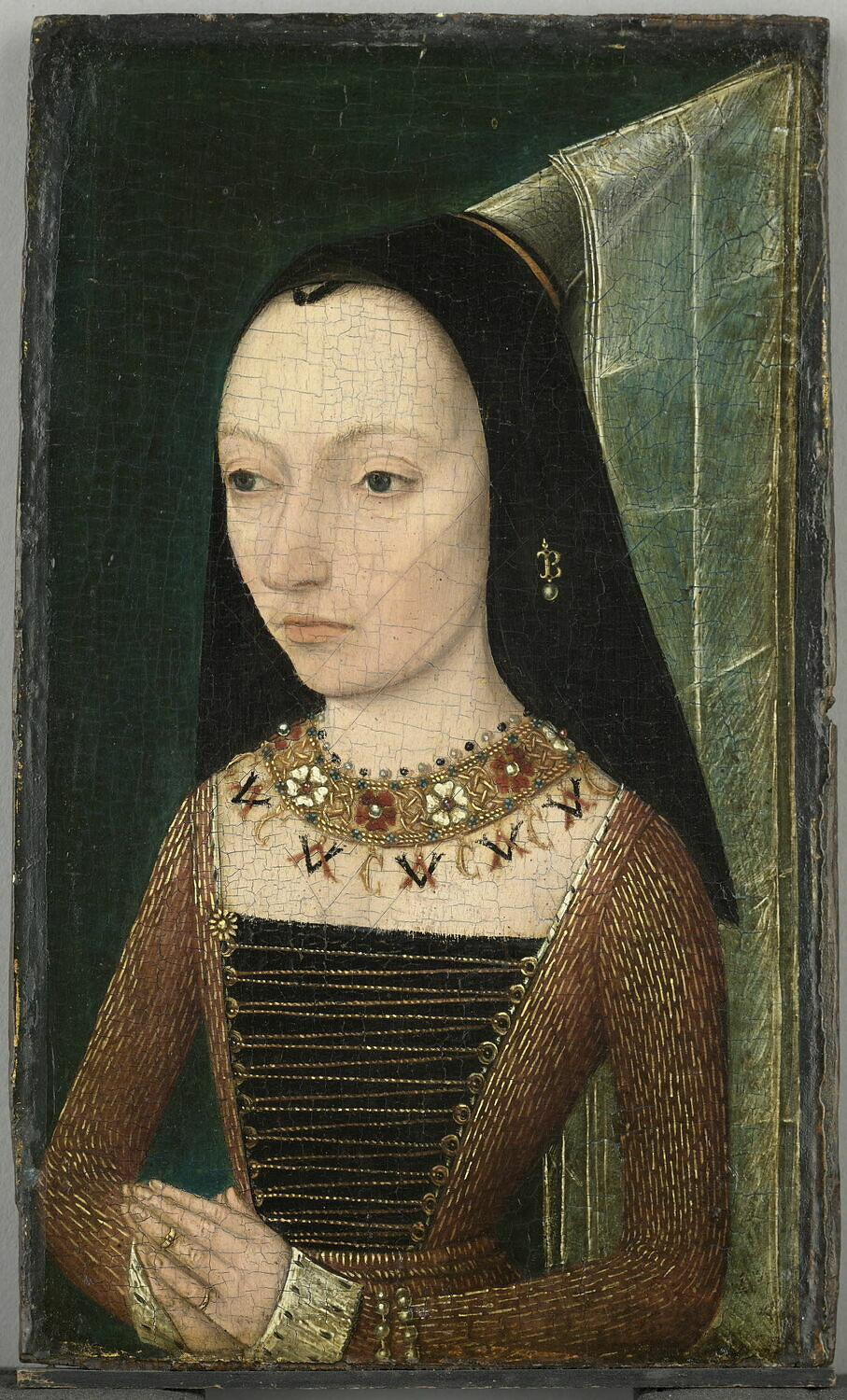
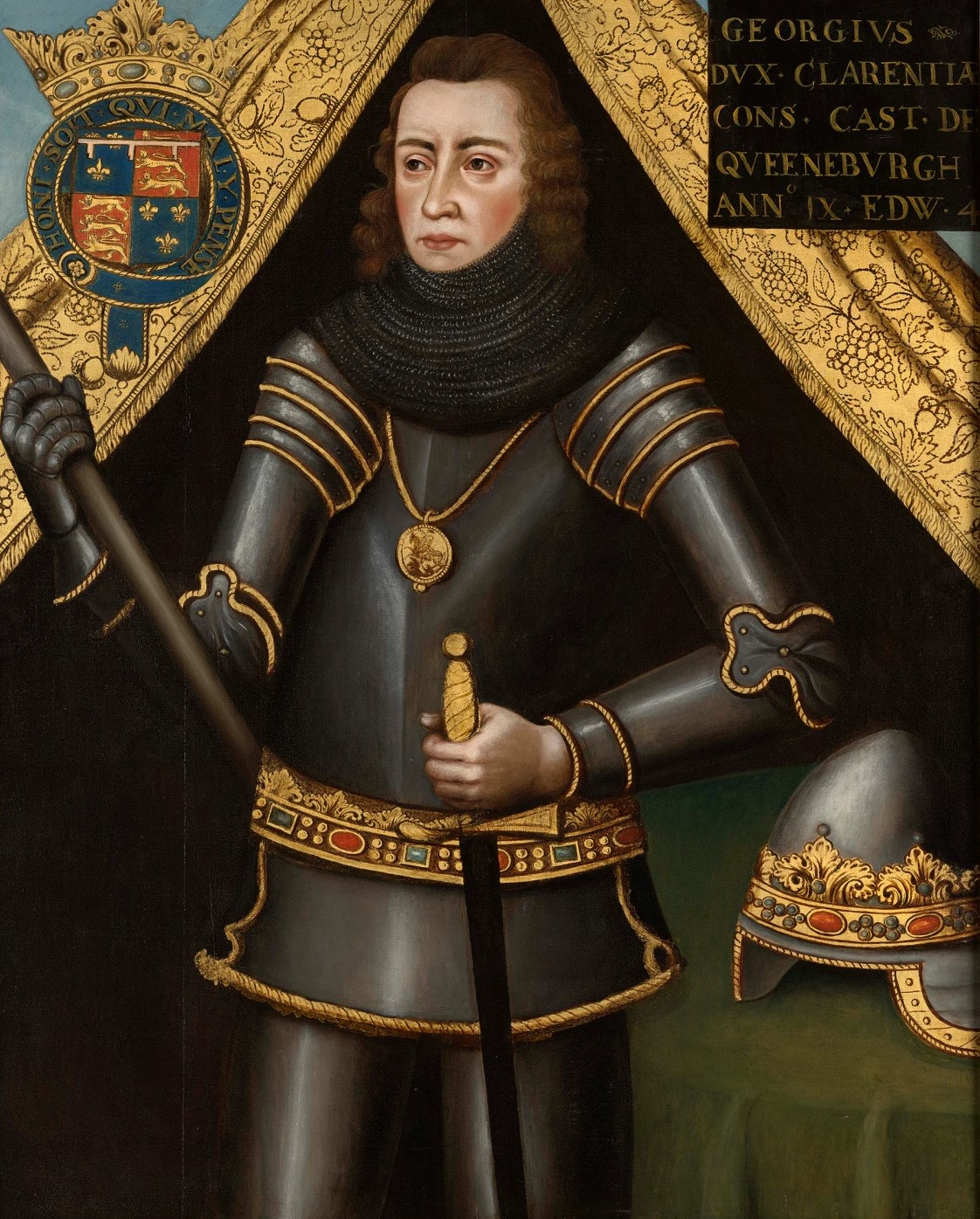